# Russo (assistente de palco)
Antônio Pedro de Souza e Silva (Florianópolis, 7 de julho de 1931 - Rio de Janeiro, 28 de janeiro de 2017), mais conhecido como Russo, foi um assistente de palco da Rede Globo desde a época do Cassino do Chacrinha.

## Biografia

### Juventude e o início na mídia
Já aos 7 anos, bebia vinagre puro só para ganhar apostas e poder ajudar sua família de 12 pessoas.[carece de fontes?] Adolescente, ajudava com microfones na Rádio Tupi durante o dia e, de noite, trabalhava como trapezista de circo. Aos 14 anos, perdeu todos os dentes ao cair de rosto na borda do picadeiro. 

### O ingresso na televisão
Em 1965, a convite de Abelardo Barbosa, o Chacrinha (1917-1988), saiu do anonimato ao tornar-se um animador de plateia de destaque na Rede Globo, no ar até a década de 1990.

### Crescimento na carreira
Mais tarde trabalhou, entre outros, nos Trapalhões, no Domingão do Faustão e em programas apresentados por Xuxa. Trabalhava nas produções de três programas: TV Xuxa, Estrelas e Caldeirão do Huck.

### Afastamento
Demitido da Rede Globo em março de 2014, entrou em depressão por não se conformar com o fato de não poder trabalhar após prestar serviços como assistente de palco por 46 anos - mesmo após ter se aposentado.

#### Na versão da empresa
A emissora tomou a decisão alegando que Russo já não tinha condições físicas de trabalhar. "Pelo Russo, ele morreria lá", disse Adriana Mello, esposa do contrarregra. No entanto, mesmo sem contrato, seguiu recebendo apoio da ex-empresa, sobretudo na fase em que estava isolado e desanimado. "Eles foram um pouco generosos, e até ofereceram psicólogo, mas o Russo não quis", explicou Adriana.

### Problemas de saúde e falecimento
Em 27 de setembro de 2011, veio a ser internado ao sentir fortes dores no peito, e em 3 de outubro é submetido a uma cirurgia de ponte de safena. O seu coração teve cinco pontes de safena implantadas, operação a que reagiu bem, recebendo alta em 13 de outubro. Em novembro de 2015, sofre um AVC.
Faleceu em 28 de janeiro de 2017 de falência de múltiplos órgãos devido a complicações decorrentes de infecção pulmonar, e o seu corpo foi sepultado no Cemitério São João Batista no dia seguinte, 29 de janeiro.

## Filmografia

### Televisão
| Ano  | Título                        | Personagem         | Notas                               |
| ---- | ----------------------------- | ------------------ | ----------------------------------- |
| 1977 | Os Trapalhões                 | Diversos           | Elenco de apoio (1977-1995)         |
| 1983 | Mário Fofoca                  | Lindomar           | Seriado (1º temporada)              |
| 1983 | Cassino do Chacrinha          | Russo              | Assistente de palco (1983-1988)     |
| 1989 | Domingão do Faustão           | Russo              | Assistente de palco (1989-2014)     |
| 1991 | Estados Anysios de Chico City | Diversos           | Elenco de apoio                     |
| 1996 | Chico Total                   | Diversos           | Elenco de apoio                     |
| 1997 | Planeta Xuxa                  | Russo              | Assistente de palco (1997-2002)     |
| 2003 | Carol & Bernardo              | Porteiro do Prédio | Especial de Fim de Ano (23/12/2003) |
| 2004 | A Diarista                    | Babalorixá         | Episódio: "Aquele da Regressão"     |
| 2008 | Por Toda Minha Vida           | Russo              | Episódio: "Chacrinha" (24/08/2008)  |
| 2008 | Caldeirão do Huck             | Russo              | Assistente de palco (2008-2014)     |

### Cinema
| Ano  | Título                | Personagem           |
| ---- | --------------------- | -------------------- |
| 1974 | O Amuleto de Ogum     | Fidélis              |
| 2014 | O Casamento de Gorete | Passageiro de ônibus |